# 인본주의 심리학
인본주의 심리학(Humanistic psychology)은 심리학의 한 분야이다.
인간 중심 치료(PCT, Person-centered therapy)를 개발한 미국의 칼 로저스가 이 분야의 주요한 핵심 인물중 한명이며, 에이브러햄 매슬로 역시 이러한 심리학적 관점을 갖는 대표적인 인물중 한명이다. 현재는 다양한 방법이 연구되고 있다.

## 제3세력
제3세력(the third force)의 심리학중 하나로 주요하게 언급되는 인본주의 심리학은 프로이트(Sigmund Freud)의 정신 분석 이론과 스키너(B.F. Skinner)의 행동주의(Behaviorism)의 한계에 대한 응답으로 20세기 중반에 두드러진 심리학적 관점이다. 소크라테스에서 르네상스 그리고 현상학 등을 거쳐 뿌리를 내리는 이 접근 방식은 자아 실현과 자기 자신의 능력과 창의성을 실현하고 표현하는 과정으로의 개인의 고유한 의지와 추진력을 강조한다.

## 주요 3가지 조건
인본주의 심리학적인 접근은  무조건적이고 긍정적인 존중(UPR,Unconditional Positive Regard)이며 이는 이를 위해 진정성(genuineness), 공감(empathy), 수용(acceptance)의 3가지를 필수요소로 정의하고 있다.

## 같이 보기
- 베이트슨 프로젝트
- 심리 치료
- 인지 심리학
- 윌리엄 제임스
- 나 전달법
- 부모 효율성 교육(P.E.T.)
- 역할수행이론
- 하임 기너트